# Solar Orbiter
Solar Orbiter (SolO) — автоматический космический аппарат для исследования Солнца, разработанный ЕКА при участии НАСА. Первая миссия среднего класса программы Cosmic Vision.
Несколько гравитационных манёвров у Венеры и Земли позволят аппарату выйти на эллиптическую гелиоцентрическую орбиту с большим наклонением и перигелием внутри орбиты Меркурия (около 60 R☉, или 0,284 а. е.). Наклонение позволит аппарату наблюдать полярные области Солнца, недоступные с Земли и других мест эклиптики. SolO будет выполнять детальные измерения внутренней гелиосферы и зарождающегося солнечного ветра, а также вести наблюдения полярных областей Солнца, которые трудно делать с Земли. Все эти исследования помогут ответить на вопрос «Как Солнце создаёт и контролирует гелиосферу?» Планируются совместные исследования с американским солнечным зондом «Паркер», находящимся на гелиоцентрической орбите с 2018 года.
После нескольких задержек, запуск осуществлён 10 февраля 2020 года с космодрома на мысе Канаверал во Флориде ракетой-носителем Атлас-5.

## Научные задачи
Космический корабль будет приближаться к Солнцу каждые шесть месяцев. Ближайший подход будет расположен, чтобы позволить повторное исследование той же области солнечной атмосферы. Солнечный Орбитер сможет наблюдать за накоплением магнитной активности в атмосфере, которая может привести к мощным солнечным вспышкам или извержениям.
Исследователи также будут иметь возможность координировать наблюдения с миссией НАСА Parker Solar Probe (2018—2025), которая выполняет измерения расширенной короны Солнца.
Целью миссии является проведение исследований Солнца и его внутренней гелиосферы с высоким разрешением. Новое понимание поможет ответить на эти вопросы:
- Как и где плазма солнечного ветра и магнитное поле возникают в короне ?
- Как солнечные переходные процессы влияют на изменчивость гелиосферы?
- Как солнечные извержения производят излучение энергичных частиц, которое заполняет гелиосферу?
- Как работает солнечное динамо и обеспечивает связь между Солнцем и гелиосферой?

## Научная полезная нагрузка
Научная полезная нагрузка состоит из 10 инструментов:
Гелиосферные приборы на месте (4)
- SWA — Solar Wind Plasma Analyser, Анализатор солнечного ветра (Великобритания): для измерения свойств и состава солнечного ветра
- EPD — Energetic Particle Detector, детектор энергетических частиц (Испания): для измерения состава, временных характеристик и функций распределения сверхтермальных и энергетических частиц. Научные темы, которые необходимо рассмотреть, включают источники, механизмы ускорения и процессы переноса этих частиц.
- MAG (Великобритания): Магнитометр, обеспечит подробные измерения магнитного поля
- RPW — Radio and Plasma Waves, Анализатор радио и плазменных волн (Франция): для измерения магнитных и электрических полей с высоким временным разрешением

Солнечные приборы дистанционного зондирования (6)
- PHI: Polarimetric and Helioseismic Imager (Германия): для обеспечения высокого разрешения и полнодисковых измерений фотосферного векторного магнитного поля и скорости по лучу зрения (LOS), а также интенсивности континуума в видимом диапазоне длин волн. Карты скоростей LOS будут иметь точность и стабильность, что позволит проводить детальные гелиосейсмические исследования внутренней части Солнца, в частности зон высокого разрешения в конвекционной области Солнца и измерений фотосферного магнитного поля на полном диске
- EUI — Extreme Ultraviolet Imager (Бельгия): предоставит последовательности изображений атмосферных слоёв Солнца над фотосферой, обеспечивая тем самым незаменимую связь между поверхностью Солнца и внешней короной, которая в конечном итоге определяет характеристики межпланетной среды. Также предоставит первые в мире УФ-изображения Солнца с точки зрения вне эклиптики (до 34° солнечной широты во время расширенной фазы миссии)
- SPICE — Спектральная визуализация корональной среды (Франция): Спектроскопия экстремального ультрафиолетового изображения для дистанционной характеристики свойств плазмы солнечной короны на диске. Это позволит сопоставить составные признаки на месте солнечных потоков ветра с областями их источника на поверхности Солнца
- STIX — спектрометрический телескоп для получения рентгеновских снимков (Швейцария): для обеспечения спектроскопии визуализации солнечного теплового и нетеплового рентгеновского излучения от 4 до 150 кэВ. STIX предоставит количественную информацию о времени, местоположении, интенсивности и спектрах ускоренных электронов, а также высокотемпературной термоплазмы, в основном связанной со вспышками и / или микровспышками
- METIS — коронограф (Италия): для одновременного отображения видимого, ультрафиолетового и экстремального ультрафиолетового излучения солнечной короны и диагностики с беспрецедентным временным охватом и пространственным разрешением структуры и динамики полной короны в диапазоне от 1,4 до 3,0 (от 1,7 — 4,1) солнечные радиусы от центра Солнца, минимальный (максимальный) перигелий во время номинальной миссии. Это регион, который имеет решающее значение в связывании солнечных атмосферных явлений с их эволюцией во внутренней гелиосфере
- SoloHI — Solar Orbiter Heliospheric Imager (США): для изображения как квазистационарного потока, так и переходных возмущений солнечного ветра в широком поле зрения, наблюдая видимый солнечный свет, рассеянный электронами солнечного ветра. Это обеспечит уникальные измерения, чтобы точно определить выбросы корональной массы (CME). (Предоставлено United States Naval Research Laboratory (NRL))

## Временная шкала и статус
- Апрель 2012 года: контракт на строительство орбитального спутника на сумму 300 миллионов евро присуждён Astrium UK[4].
- Июнь 2014: Солнечный щит завершает 2-недельное тестирование[5].
- Сентябрь 2018 года: Космический аппарат отправлен в IABG[англ.] в Германии, чтобы начать годовое тестирование[6].
- 10 февраля 2020: Успешный запуск[7]
- 1 июня 2020: зонд Solar Orbiter внезапно вошёл в хвост кометы ATLAS[8].

### Задержки запуска
В апреле 2015 года запуск был перенесён с июля 2017 года на октябрь 2018 года. В августе 2017 года Solar Orbiter считался «на ходу» для запуска в феврале 2019 года. Запуск произошёл 10 февраля 2020 года на ракете Атлас V 411.

### Траектория
После запуска Solar Orbiter потребуется приблизительно 3,5 года, используя многократные гравитационные манёвры у Земли и Венеры, чтобы достичь своей рабочей эллиптической орбиты с перигелием 0,28 а. е. и афелием 0,9 а. е. В течение ожидаемой продолжительности полёта 7 лет, он будет использовать дополнительные вспомогательные силы гравитации Венеры, чтобы поднять наклон аппарата от 0° до 24°, что позволит ему лучше видеть полюса Солнца. Если расширенная миссия будет одобрена, наклон может увеличиться до 33°.

## Ход миссии
15 июня 2020 года Solar Orbiter совершил первое сближение с Солнцем, пройдя перигелий.
27 декабря 2020 года в 12:39 по Гринвичскому времени или в 15:39 по Москве Solar Orbiter совершил первый пролёт мимо Венеры, приблизившись к планете на расстояние 7500 км, что позволило изменить наклонение орбиты зонда.
9 августа 2021 года зонд пролетел во второй раз мимо Венеры на расстоянии 7995 километров от поверхности планеты.
С 17 по 19 декабря 2021 года камера SoloHI, установленная на борту автоматического космического аппарата Solar Orbiter, сделала последовательность снимков, на которых видно комету C/2021 A1 Leonard.